# Comuna Krasnoznamenka, Hadeaci
Krasnoznamenka (în ucraineană Краснознаменка) este o comună în raionul Hadeaci, regiunea Poltava, Ucraina, formată din satele Cernece, Kalînivșciîna, Krasnoznamenka (reședința), Lobodîne și Vecirciîne.

## Demografie
Componența lingvistică a comunei Krasnoznamenka
     Ucraineană (97,25%)
     Rusă (1,73%)
     Alte limbi (0,57%)
Conform recensământului din 2001, majoritatea populației comunei Krasnoznamenka era vorbitoare de ucraineană (97,25%), existând în minoritate și vorbitori de rusă (1,73%).